# Sean Edwards

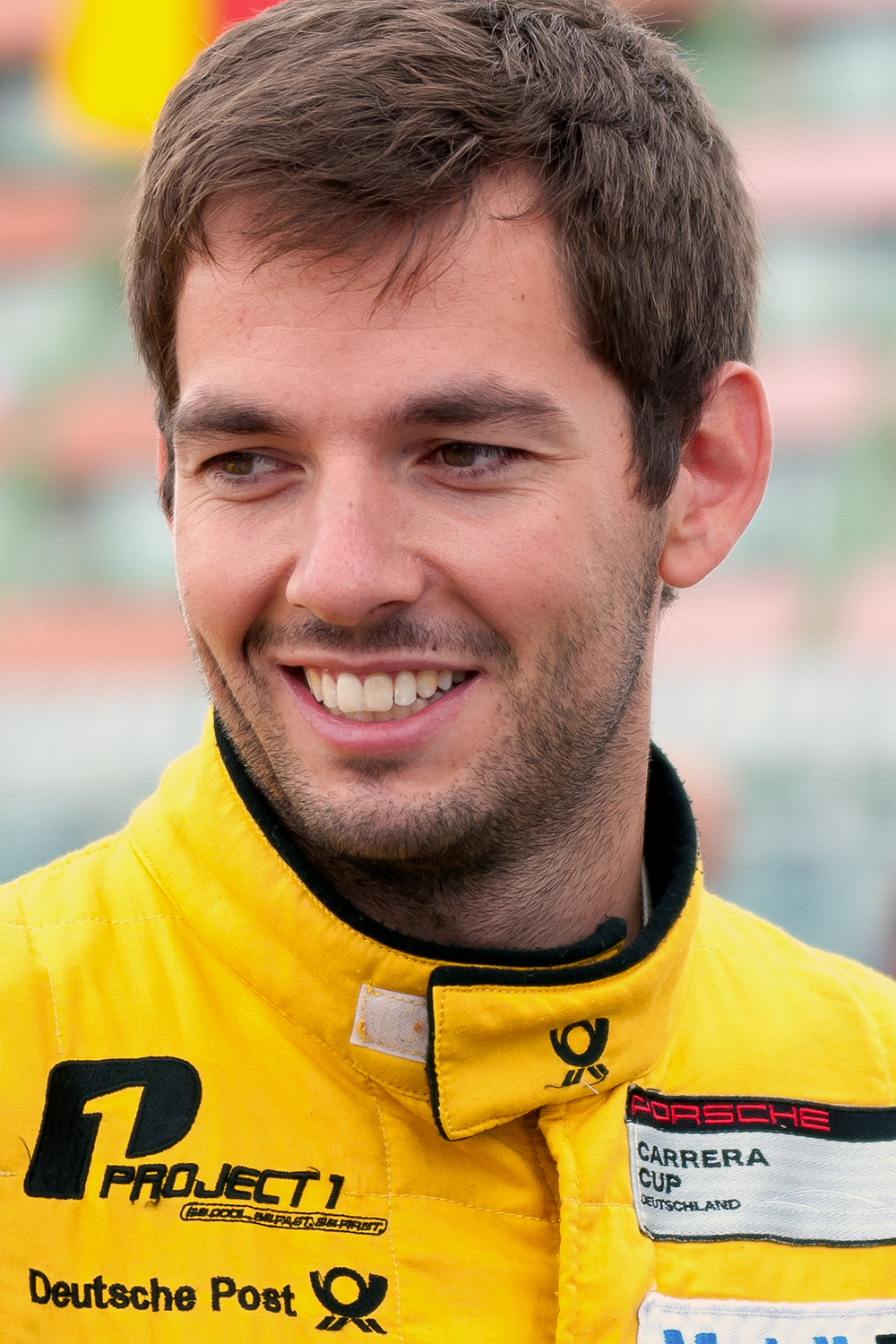
Sean Edwards beim Porsche Carrera Cup Deutschland 2013 am Nürburgring

Sean Lawrence Guy Edwards (* 6. Dezember 1986 in London; † 15. Oktober 2013 in Willowbank, Australien) war ein britischer Automobilrennfahrer. Er wurde 2006 FIA-GT3-Europameister. Er trat von 2008 bis 2013, mit einer Unterbrechung im Jahr 2009, im Porsche Supercup an. 2013 startete er mit monegassischer Rennlizenz.

## Karriere

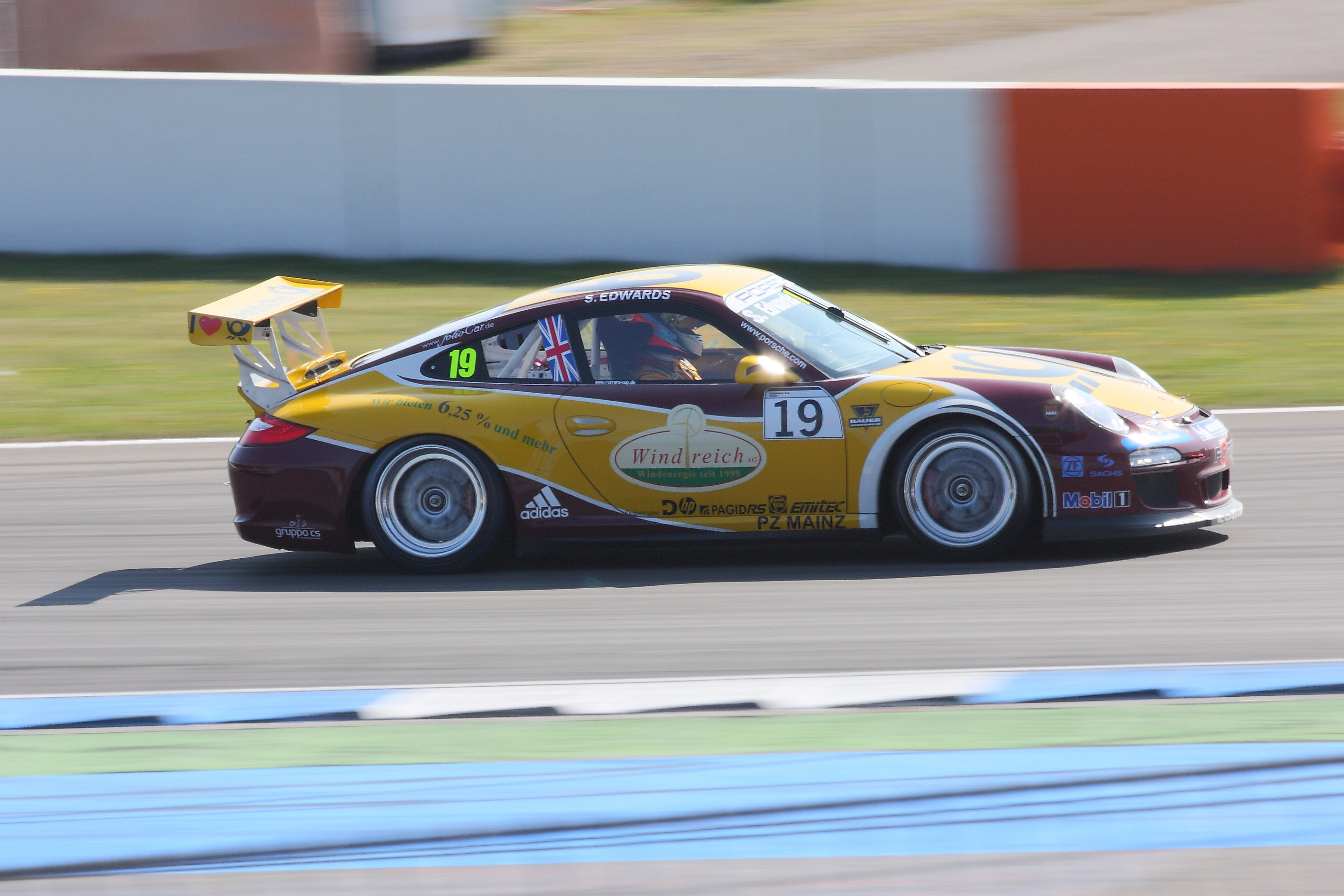
Sean Edwards im Porsche Carrera Cup 2010 auf dem Hockenheimring

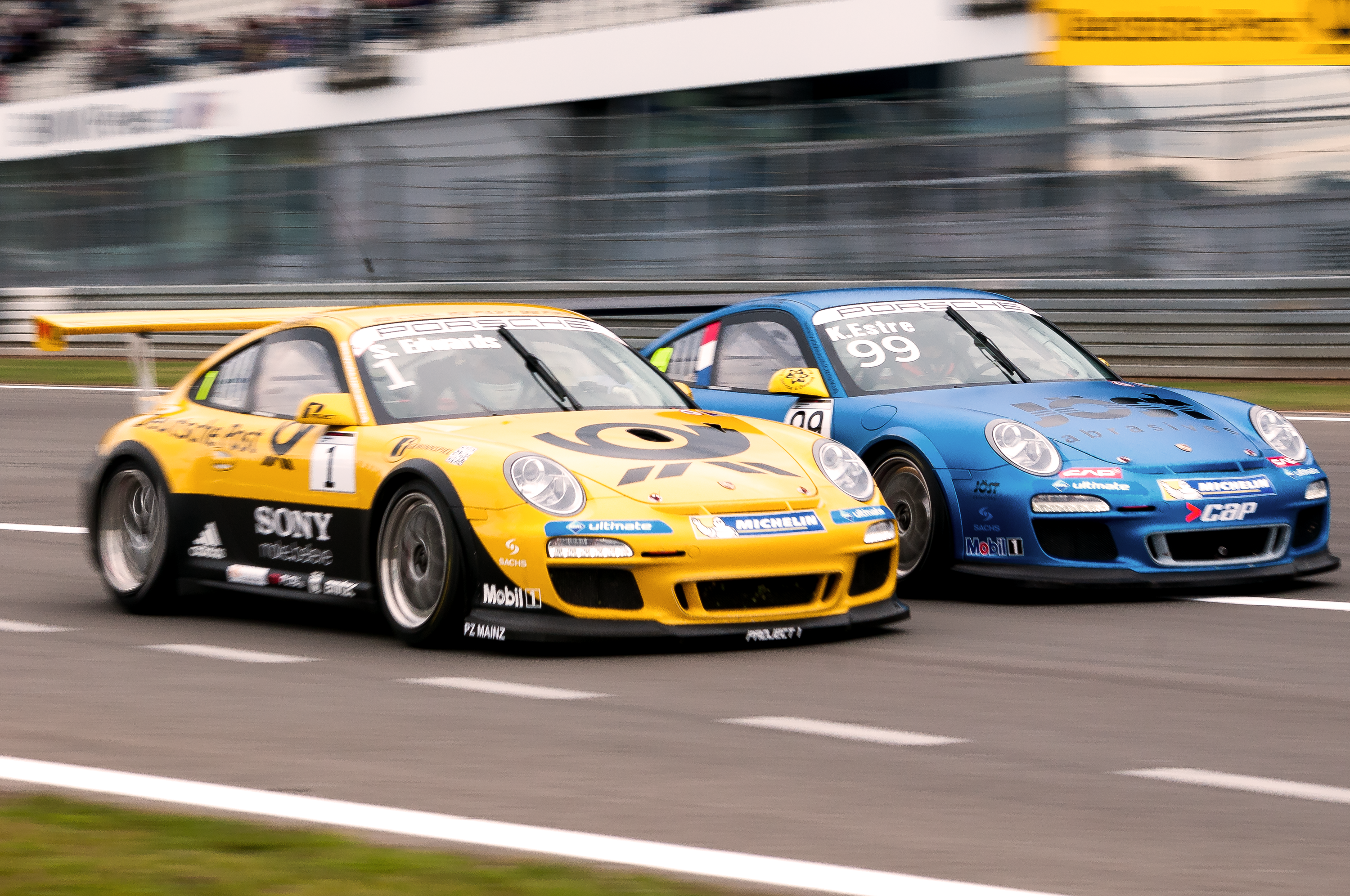
Sean Edwards und Kévin Estre beim Porsche Carrera Cup Deutschland 2013 am Nürburgring im Porsche 911 GT3 Cup

### Kart- und Formelsport
Edwards begann seine Motorsportkarriere 1998 im Kartsport, in dem er bis 2002 aktiv war. Er bestritt Rennen in der französischen und italienischen Kart-Meisterschaft sowie der Kart-Europameisterschaft. 2003 wechselte er in den Formelsport und wurde mit einem Sieg Vierter der BRDC Formel Ford 1600. Anschließend trat er in der britischen Formel Renault an. Zunächst wurde er 2003 23. der Winterserie und 2004 24. der Hauptserie.

### GT und Tourenwagen
2005 wechselte Edwards in den GT-Sport und nahm an einigen Rennen der britischen Meisterschaft teil. 2006 war Edwards in der FIA-GT3-Europameisterschaft, die in diesem Jahr zum ersten Mal ausgetragen wurde, aktiv. Er gewann drei von zehn Rennen und wurde Europameister. 2007 wechselte Edwards in die FIA-GT-Meisterschaft. Er wurde mit einer Podest-Platzierung, dem dritten Platz beim 24-Stunden-Rennen von Spa-Francorchamps, Elfter in der GT2-Wertung.
2008 trat Edwards für Konrad Motorsport im Porsche Supercup an. Er gewann zwei Rennen und wurde Sechster in der Gesamtwertung. Darüber hinaus startete er zu einzelnen Rennen der FIA-GT-Meisterschaft sowie der International GT Open. 2009 war Edwards in keiner Rennserie durchgängig aktiv. Er nahm an einigen Rennen FIA-GT3-Europameisterschaft sowie der Le Mans Series teil und absolvierte Gaststarts im deutschen Porsche Carrera Cup.
2010 erhielt Edwards bei Tolimit Motorsport ein Cockpit für den Porsche Supercup sowie den deutschen Porsche Carrera Cup. Im Porsche Supercup beendete er die Saison mit einem Sieg auf dem sechsten Meisterschaftsplatz. Im deutschen Porsche Carrera Cup wurde er Achter. Darüber hinaus startete Edwards zu einem Rennwochenende des ADAC GT Masters.
2011 blieb Edwards bei Tolimit Motorsport in den Porsche Markenpokalen. Im Porsche Supercup schloss er die Saison mit einem Sieg und weiteren vier Podest-Platzierungen auf dem vierten Meisterschaftsplatz ab. Im deutschen Porsche Carrera Cup verbesserte er sich auf den zweiten Platz hinter seinem Landsmann Nick Tandy. Außerdem nahm Edwards erneut an einer ADAC-GT-Masters-Veranstaltung teil. Darüber hinaus debütierte er American Le Mans Series (ALMS) und wurde mit zwei Podest-Platzierungen 13. in der GTC-Wertung.
2012 wechselte Edwards innerhalb des Porsche Supercups zu Konrad Motorsport. Er gewann das Rennen in Monaco und wurde Fünfter in der Fahrerwertung. Im deutschen Porsche Carrera Cup wurde er erneut Vizemeister hinter René Rast. Er gewann 5 von 17 Rennen. Im ADAC-GT-Masters nahm er in dieser Saison an zwei Veranstaltungen teil und erzielte dabei eine Podest-Platzierung. Darüber hinaus nahm Edwards an einzelnen Langstreckenrennen der ALMS, Blancpain Endurance Series und Rolex Sports Car Series in GT-Fahrzeugen teil. In der ALMS erzielte er in einem Porsche eine Pole-Position und schnellste Rennrunde in der GTC-Klasse. In der Blancpain Endurance Series gewann er in einem Mercedes-Benz SLS AMG GT3 von Black Falcon zusammen mit Steve Jans und Oliver Morley einmal die GT3-Pro-Am-Wertung. Für Black Falcon gewann er zudem das 24-Stunden-Rennen von Dubai. Er teilte sich das Fahrzeug mit Khaled Al Qubaisi, Jeroen Bleekemolen und Thomas Jäger. Außerdem debütierte Edwards beim 24-Stunden-Rennen von Le Mans. Sein Team erreichte nicht das Ziel.
2013 fuhr Edwards erneut im Porsche Supercup. In diesem Jahr trat er für das Team Allyouneed by Project 1 an. Edwards gewann die ersten beiden Rennen und wechselte anschließend seine Rennlizenz von einer britischen zur monegassischen. Mit dieser gewann er ein weiteres Rennen. Edwards führte die Gesamtwertung nach dem siebten von neun Rennen an und belegte am Saisonende den zweiten Platz. Darüber hinaus belegte er nach dem siebten Rennen den zweiten Platz im deutschen Porsche Carrera Cup. Im Langstreckensport gewann er einmal die GTC-Wertung der ALMS mit Henrique Cisneros. Für Black Falcon siegte er 2013 in einem Mercedes-Benz SLS AMG GT3 zunächst mit Al Qubaisi, Bleekemolen und Bernd Schneider beim 24-Stunden-Rennen von Dubai und anschließend mit Bleekemolen, Schneider und Nicki Thiim beim 24-Stunden-Rennen auf dem Nürburgring.

### Tod
Am 15. Oktober 2013 kam Edwards 26-jährig bei einer privaten Testfahrt mit einem Porsche 996 GT3 Cup des australischen Rennstalls Dellow Racing auf dem Queensland Raceway in Willowbank, Australien, ums Leben. Edwards war Beifahrer von Will Holzheimer, dem Sohn des Rennstallbesitzers David Holzheimer, und fungierte als Fahrercoach. Das von Will Holzheimer gesteuerte Fahrzeug schlug mit hoher Geschwindigkeit in die Streckenbegrenzung ein. Der Wagen ging sofort in Flammen auf; Edwards starb noch an der Unfallstelle. Holzheimer wurde mit lebensgefährlichen Verletzungen in ein Krankenhaus eingeliefert.
Am 11. November 2013 wurde Edwards in London beigesetzt.

## Persönliches
Edwards stammte aus einer Motorsportfamilie. Er war der Sohn des ehemaligen Formel-1-Piloten Guy Edwards.
Neben seiner Motorsportkarriere war Edwards seit 2006 als Fahrercoach aktiv, er besaß eine A-Lizenz der ARDS (Association of Racing Drivers Schools) und coachte fünf Jahre lang in der Silverstone Racing School und für Motorsport Vision Circuits.
Im Film Rush – Alles für den Sieg verkörperte er 2013 seinen Vater in Rennszenen und fuhr darüber hinaus das Safety Car.

## Statistik

### Karrierestationen
| - 1998–2002: Kartsport - 2003: BRDC Formel Ford 1600 (Platz 4) - 2003: Britische Formel Renault, Winterserie (Platz 23) - 2004: Britische Formel Renault (Platz 24) - 2005: Britische GT-Meisterschaft - 2006: FIA-GT3-EM (Meister) - 2007: FIA-GT-Meisterschaft, GT2 (Platz 11) - 2008: Porsche Supercup (Platz 6) - 2008: FIA-GT-Meisterschaft, GT2 - 2008: International GT Open (Platz 38) | - 2009: FIA-GT3-EM (Platz 56) - 2009: Le Mans Series, LMGT1 - 2010: Porsche Supercup (Platz 6) - 2010: Deutscher Porsche Carrera Cup (Platz 8) - 2010: ADAC GT Masters - 2011: Porsche Supercup (Platz 4) - 2011: Deutscher Porsche Carrera Cup (Platz 2) - 2011: ADAC GT Masters - 2011: ALMS, GTC (Platz 13) - 2012: Porsche Supercup (Platz 5) | - 2012: Deutscher Porsche Carrera Cup (Platz 2) - 2012: ADAC GT Masters (Platz 24) - 2012: Blancpain Endurance Series, GT3 Pro-Am (Platz 12) - 2012: ALMS, GTC (Platz 31) - 2012: Grand-Am Sports Car Series, GT (Platz 68) - 2013: Porsche Supercup - 2013: Deutscher Porsche Carrera Cup - 2013: ADAC GT Masters - 2013: ALMS, GTC - 2013: Grand-Am Sports Car Series, GT |

### Le-Mans-Ergebnisse
| Jahr | Team                 | Fahrzeug            | Teamkollege         | Teamkollege | Platzierung | Ausfallgrund |
| ---- | -------------------- | ------------------- | ------------------- | ----------- | ----------- | ------------ |
| 2012 | Prospeed Compétition | Porsche 997 GT3 RSR | Abdulaziz Al Faisal | Bret Curtis | Ausfall     | Motorschaden |

### Sebring-Ergebnisse
| Jahr | Team            | Fahrzeug            | Teamkollege       | Teamkollege      | Platzierung | Ausfallgrund |
| ---- | --------------- | ------------------- | ----------------- | ---------------- | ----------- | ------------ |
| 2011 | NGT Motorsports | Porsche 997 GT3 Cup | Henrique Cisneros | Carlos Kauffmann | Rang 23     |              |
| 2012 | NGT Motorsports | Porsche 997 GT3 Cup | Henrique Cisneros | Carlos Kauffmann | Ausfall     | Defekt       |
| 2013 | NGT Motorsports | Porsche 997 GT3 Cup | Henrique Cisneros | Marco Seefried   | Rang 26     |              |

### Einzelergebnisse in der FIA-Langstrecken-Weltmeisterschaft
| Saison | Team            | Rennwagen           | 1   | 2   | 3   | 4   | 5   | 6   | 7   | 8   |
| ------ | --------------- | ------------------- | --- | --- | --- | --- | --- | --- | --- | --- |
| 2012   | NGT Motorsports | Porsche 997 GT3 RSR | SEB | SPA | LEM | SIL | SAO | BAH | FUJ | SHA |
| 2012   | NGT Motorsports | Porsche 997 GT3 RSR | DNF |     | DNF |     |     |     |     |     |